# Юлдашево (Караидельский район)
Юлда́шево (баш. Юлдаш) — деревня в Караидельском районе Республики Башкортостан Российской Федерации. Входит в состав Староакбуляковского сельсовета.

## География
Деревня находится на берегу реки Байка.

### Географическое положение
Расстояние до:
- районного центра (Караидель): 22 км,
- центра сельсовета (Старый Акбуляк): 4 км,
- ближайшей ж/д станции (Щучье Озеро): 71 км.

## Население
| 2002 | 2009 | 2010 |
| ---- | ---- | ---- |
| 111  | ↗127 | ↘122 |

### Национальный состав
Согласно переписи 2002 года, преобладающая национальность — башкиры (95 %).